# Huang Xiaohui
Huang Xiaohui (en chino: 黄小惠; 1 de julio de 1997) es una deportista china que compitió en saltos de plataforma. En los Juegos Asiáticos de 2014 consiguió una medalla de plata en la prueba de plataforma 10 m.

## Palmarés internacional
| Juegos Asiáticos | Juegos Asiáticos        | Juegos Asiáticos | Juegos Asiáticos |
| Año              | Lugar                   | Medalla          | Prueba           |
| ---------------- | ----------------------- | ---------------- | ---------------- |
| 2014             | Incheon (Corea del Sur) | Medalla de plata | Plataforma 10 m  |